# 34310 Markhannum
34310 Markhannum este o planetă minoră (asteroid) din centura de asteroizi. A fost descoperită pe 26 august 2000 la Experimental Test Site⁠(d) de Lincoln Near-Earth Asteroid Research. 
Obiectul prezintă o orbită caracterizată de o semiaxă mare de 2,8081796 UAi, o excentricitate de 0,1, o înclinație de 4,57067 ° în raport cu ecliptica.